# Cewu
Cewu är en köping i sydöstra Kina. Den ligger i Changting härad i staden Longyan i provinsen Fujian, omkring 300 kilometer väster om provinshuvudstaden Fuzhou. Antalet invånare är 18 011. Befolkningen består av 8 973 kvinnor och 9 038 män. Barn under 15 år utgör 18,0 %, vuxna 15-64 år 69 %, och äldre över 65 år 11,0 %.